# يان ناخل
يان ناخل (بالهولندية: Jan Nagel)‏ هو صحفي وسياسي هولندي، ولد في 20 يونيو 1939 في أمستردام في هولندا. حزبياً، نشط في حزب العمل. وقد انتخب عضو مجلس الشيوخ في هولندا (7 يونيو 2011 – ) وانتخب عضو مجلس الشيوخ في هولندا (20 سبتمبر 1977 – 13 سبتمبر 1983).